# Conseil national de la jeunesse du Sénégal
Le Conseil National de la Jeunesse du Sénégal (CNJS) est la structure principale de coordination de mouvements associatifs jeunes au Sénégal. Regroupant des milliers d'associations de jeunesse, c'est un instrument d'encadrement, de promotion et d'impulsion des jeunes dans une dynamique de développement socio-économique du Sénégal.

## Historique
Le Conseil national de la jeunesse du Sénégal voit le jour en 1954. A ses débuts, il comptait 120 associations membres avec pour principe de fonctionnement l'affirmation de l'identité noire. En 1958, l'organisation opte pour l'indépendance lors du référendum organisé la même année. Malgré ses nombreuses réalisations au bénéfice du développement communautaire depuis sa création, le CNJS n'est pas reconnu officiellement par les autorités compétentes sénégalaises en raison de la présence en son sein d'une section politique. Et ce, jusqu'au 25 novembre 1994 où un récépissé de reconnaissance lui est délivré par l'État sénégalais qui lui manifeste fortement son soutien en mars 2000. Plus tard, répondant à la volonté des pouvoirs publics de voir l'intégration davantage de mouvements jeunes au sein du Conseil national de la jeunesse, il est décidé en 2016 de l'incorporation des élèves des collèges et lycées du Sénégal, ainsi que des amicales d'étudiants d'Universités publiques et privées au sein du CNJS.  
Avec plus de 17 000 associations et mouvements nationaux de jeunesse qui en sont membres, le CNJS est une structure nationale à caractère apolitique présente dans toutes les collectivités territoriales. Il offre un espace consultatif et représentatif des jeunes au niveau des organes décisionnels nationaux, un espace d'échange, de partage, de promotion du leadership jeune et d'épanouissement. 
Le CNJS représente la structure principale de coordination des mouvements associatifs jeunes au Sénégal. 

## Fonctionnement

### Gouvernance
La gouvernance du Conseil national de la jeunesse du Sénégal est assurée par un bureau exécutif national composé d'un président, de deux vice-présidents, de deux secrétaires, de deux trésoriers, et de neuf présidents de commissions. La présidence actuelle du CNJS est assurée par Khadim Diop. Il est aidé dans sa tâche par plusieurs conseillers régionaux de jeunesse.

### Missions
Les missions du Conseil national de la jeunesse du Sénégal sont diverses. Elles se situent principalement au niveau de l’éducation, de la formation, de la santé, de la culture, du sport, du civisme, de l’emploi et de la coopération internationale.

### Activités
Au nombre des activités réalisées par le CNJS, figurent des programmes de sensibilisation et de formation (conception d'un guide pour la jeunesse, Académie de la jeunesse), des actions sociales, des plaidoyers, et le « Grand forum ».

## Réforme
Depuis le début de l’année 2025 une réforme est envisagée au sein du Conseil National de la Jeunesse du Sénégal.  Organisée par l’Etat du Sénégal et pilotée par le ministère de la jeunesse, des sports et de la culture, elle fait suite à une lettre ouverte adressée au ministère de tutelle afin de lui faire l'état des lieux de disfonctionnements au sein du CNJS,,. Cette reforme vise une révision de la composition de l'organisation, sa forme, son mode électoral, sa gouvernance, ainsi que son fonctionnement, afin de le rendre plus représentatif et conforme aux aspirations des jeunes. Elle a également pour but, de transformer le CNJS  en un « Conseil consultatif de jeunes du Sénégal ». Ce Conseil consultatif aura pour mission principale d'émettre des avis et recommandations à l'endroit de l'Etat, des autorités chargées de la politique de jeunesse et des collectivités.